# Cristiano VII di Danimarca
Cristiano VII di Danimarca (Copenaghen, 29 gennaio 1749 – Rendsburg, 13 marzo 1808) fu re di Danimarca e Norvegia e duca di Schleswig e Holstein dal 1766 fino alla sua morte.

## Biografia

### I primi anni

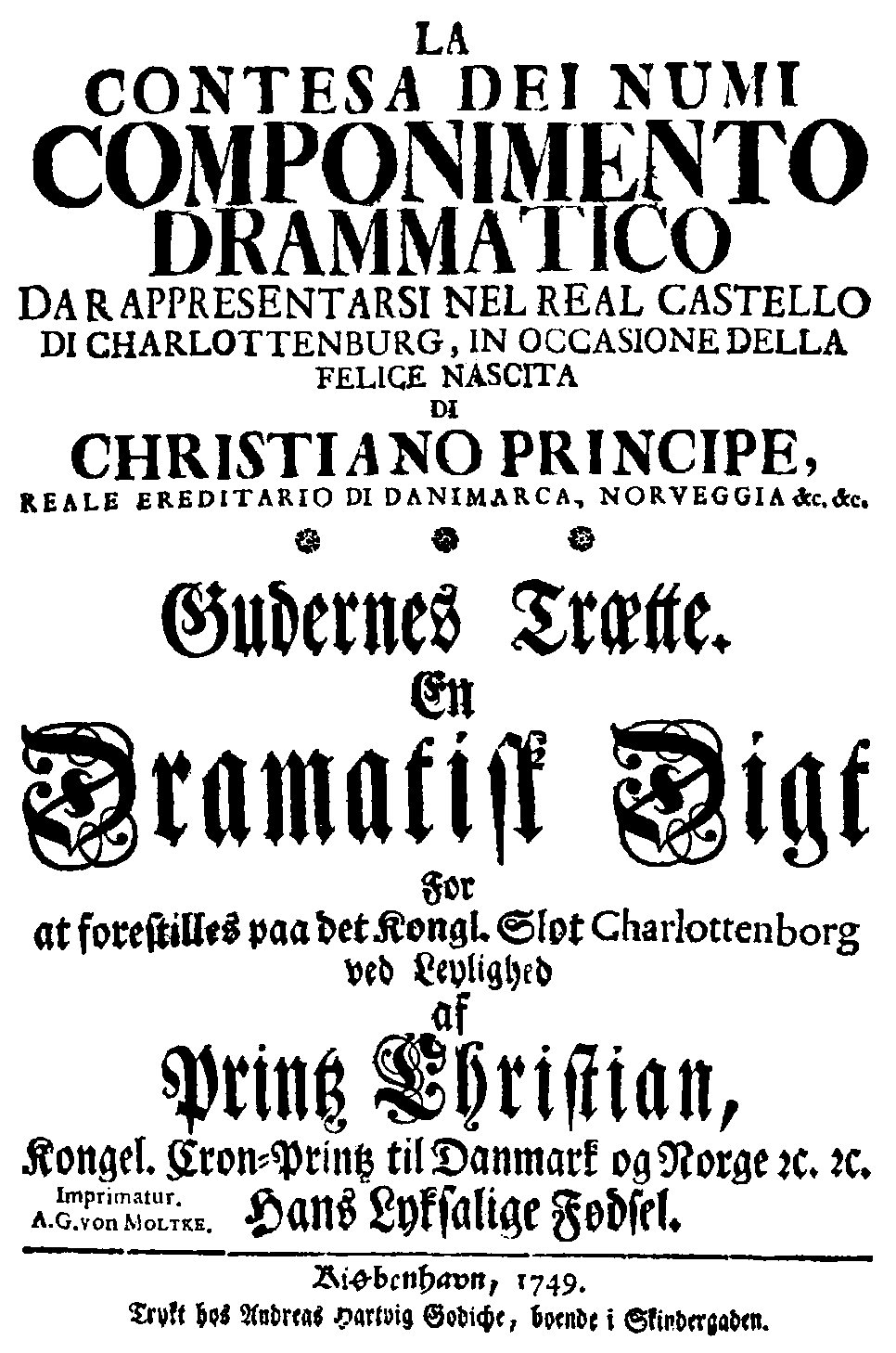
Il libretto de La contesa dei numi di Gluck.

Cristiano era figlio di Federico V, re di Danimarca e della sua prima moglie, Luisa di Hannover, figlia del re Giorgio II di Gran Bretagna. Nacque nella camera della regina presso il palazzo di Christiansborg, la residenza reale di Copenaghen posto sull'isoletta di Slotsholmen nel centro della capitale. Fu battezzato poche ore dopo lo stesso giorno. I suoi padrini furono suo padre il re Federico V di Danimarca, sua nonna la regina Sofia Maddalena di Danimarca, sua zia la principessa Luisa di Danimarca, e la sua prozia la principessa Carlotta Amalia di Danimarca. Dopo il battesimo il principe neonato fu deposto in una culla da parata con baldacchino alla vista di tutti i numerosi ospiti accorsi per salutare la nascita reale e assistere al battesimo.

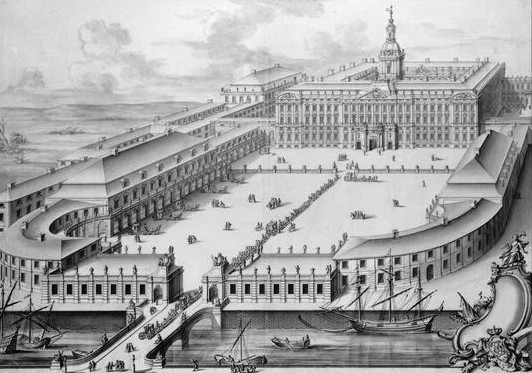
Il palazzo di Christiansborg, la residenza reale di Copenaghen

Nel 1745 il re Federico e la regina Luisa avevano già avuto un figlio (chiamato anch'egli Cristiano), ma questi era morto nel 1747, e quindi il secondo Cristiano diventò, fin dalla nascita, principe ereditario. Le speranze per il futuro del nuovo erede al trono erano, ovviamente, alte. Il compositore Christoph Willibald Gluck, allora direttore della compagnia d'opera reale a Copenaghen, compose l'opera La contesa dei numi, in cui gli dèi dell'Olimpo si riuniscono sulle rive della Grande Belt per discutere su chi in particolare dovrebbe proteggere il nuovo principe. Fu eseguita per la prima volta il 12 marzo 1749 nel palazzo di Charlottenborg in occasione della prima funzione in chiesa a cui assisté la regina Luisa dopo il parto.
Diventò re alla morte del padre, il 14 gennaio 1766, a soli diciassette anni. Aveva una forte personalità e un talento considerevole, ma il suo temperamento fu spesso capriccioso e violento anche a causa, sembra, della durezza dell'educazione ricevuta dal tutore, il conte Detlev Reventlow. Soffrì di gravi problemi mentali, forse di schizofrenia, sebbene fosse persona intelligente, e avesse anche periodi di lucidità mentale.

### Il disastroso matrimonio e il governo ombra del dottor Struensee

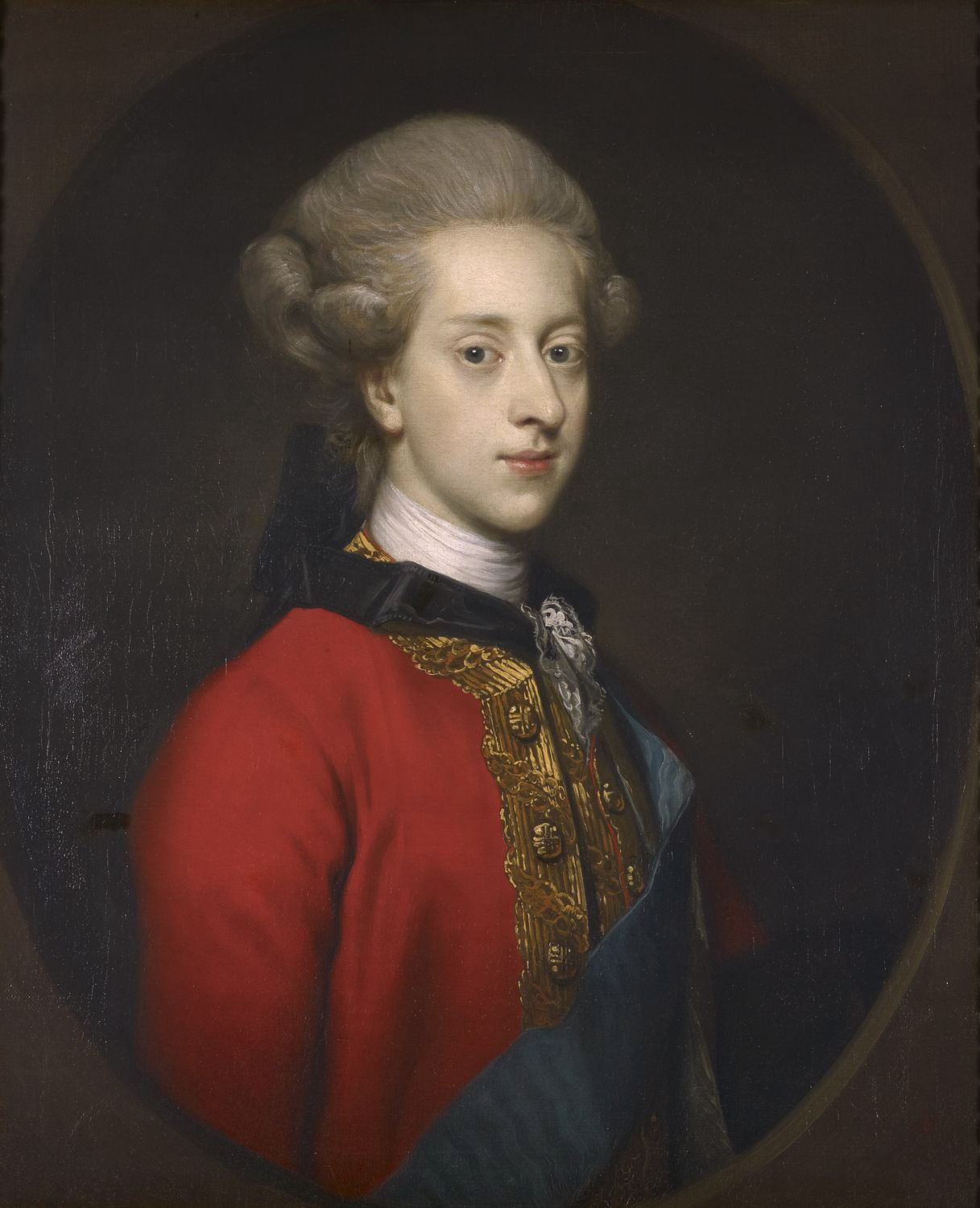
Ritratto del giovane Cristiano VII a opera di Sir Nathaniel Dance-Holland.

Nel 1766 Cristiano si sposò con la cugina quindicenne Carolina Matilde, figlia di Federico di Hannover, principe di Galles, e della principessa Augusta di Sassonia-Gotha-Altenburg. Il matrimonio della coppia venne celebrato al Palazzo di Christiansborg l'8 novembre 1766, dopo che i due si erano conosciuti appena in quanto si temeva che, scoprendo i problemi mentali del marito, Carolina Matilde avrebbe rifiutato di sposarlo, mentre le rispettive famiglie erano intenzionate a concludere un matrimonio d'interesse politico, proficuo per Regno Unito e Danimarca. Cristiano VII si occupò pochissimo della moglie al punto da giungere a dichiarare pubblicamente di non poter amare Carolina Matilde, perché era "sconveniente amare la propria moglie" e dal 1767, il re iniziò una relazione stabile con la prostituta Støvlet-Cathrine, che venne addirittura ammessa a corte permettendo al re di abbandonarsi agli eccessi più sfrenati.
Il re cadde sempre più in uno stato di disordine mentale che continuò a peggiorare nel tempo. Tra i sintomi da lui mostrati, vi erano paranoia, automutilazioni e allucinazioni. Abbandonò infine il governo a Johann Friedrich Struensee, medico e suo archiatra di corte. Questa fiducia nei confronti di Struensee era dovuta al fatto che, sebbene egli facesse parte di un circolo di aristocratici illuminati esclusi dalla corte di Copenaghen, si dimostrava un medico eccezionale e aveva consentito al re di riprendersi parzialmente dalla sua malattia con soggiorni nella regione dello Schleswig-Holstein. Il 5 aprile 1768 il dottor Struensee accompagnò re Cristiano VII in un viaggio a Parigi e poi a Londra passando per l'Hannover ove rimase dal 6 maggio 1768 al 12 gennaio 1769. Il 12 maggio 1768 il dottore venne incluso nel Consiglio di Stato e diventò amante della regina Carolina Matilde.
Dal matrimonio di Cristiano VII con Carolina Matilde nacquero comunque due figli, il futuro Federico VI e la principessa Luisa Augusta di Danimarca, che tuttavia si crede fosse figlia di Struensee, come sembra riscontrabile dalle somiglianze visibili sui ritratti.
Nel 1769 Cristiano VII invitò presso di sé l'astronomo ungherese Miksa Hell a Vardø. I due osservarono insieme il transito di Venere e i calcoli dell'astronomo sono ancora oggi la cifra più precisa riscontrata prima dell'uso della moderna strumentazione per la distanza Terra-Sole (circa 151 milioni di chilometri). A corte Cristiano VII chiamò anche un altro ungherese, il linguista János Sajnovics, il quale si dedicò allo studio delle affinità tra linguaggio Sami, Finlandese e Ungherese.

### Il tragico divorzio e gli ultimi anni

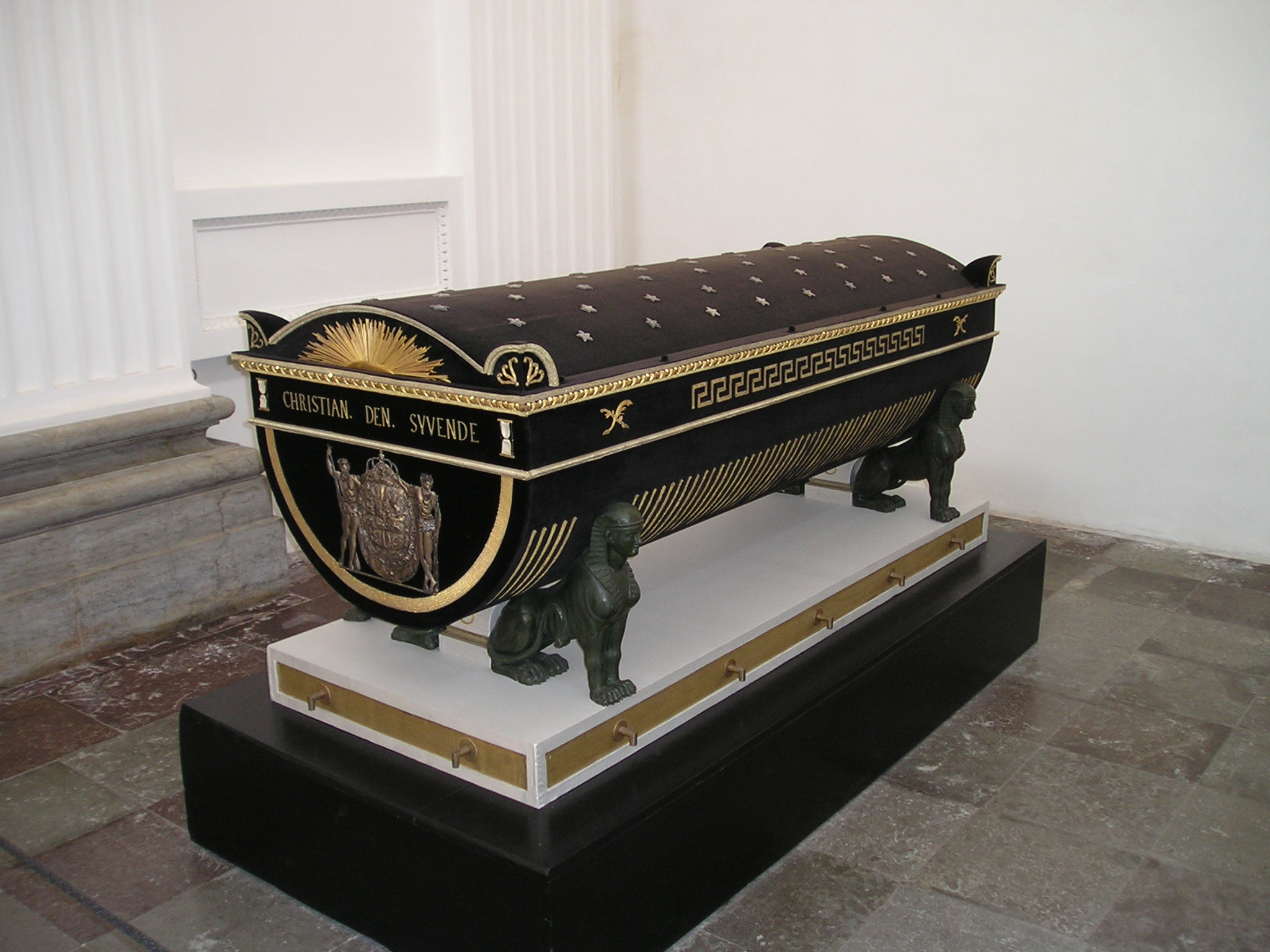
Il sarcofago di Cristiano VII nella cattedrale di Roskilde.

Nel 1772 Cristiano VII raggiunse l'apice dei suoi problemi di salute e venne indotto dalla regina vedova (la seconda moglie del defunto padre) Giuliana Maria di Brunswick-Lüneburg a emettere un ordine di arresto per la regina e il suo amante dopo avergli portato le prove della loro relazione. In seguito alla confessione dei due, Struensee venne messo a morte, decapitato e poi squartato innanzi al pubblico; il matrimonio fra Cristiano VII e la moglie venne annullato. Carolina Matilde ottenne di potere mantenere i propri titoli ma dovette lasciare la Danimarca e i figli, trascorrendo i suoi ultimi giorni in esilio a Celle (Hannover), dove morì l'11 maggio 1775.
Fino al 1784 la Danimarca fu governata essenzialmente dalla regina vedova, Giuliana Maria di Brunswick-Lüneburg, dal fratellastro del re, Federico, e dal politico danese Ove Høegh-Guldberg. Dal 1784 in poi, il figlio di Cristiano VII, Federico, assunse la reggenza del trono per conto del padre, segnata da riforme liberali, ma anche dal disastro delle guerre napoleoniche. Fu durante questi ultimi anni a ogni modo che Cristiano VII riuscì a collezionare anche alcuni successi a livello politico, come la creazione del ducato di "Schleswig-Holstein" nel 1773. In quello stesso anno, infatti, egli riuscì a rompere la secolare tradizione di coreggenza con la casata secondaria degli Holstein-Gottorp e a riunire i due ducati di Schleswig e Holstein nelle mani del sovrano danese. Il duca rinunciatario della coreggenza era il granduca Paolo Romanov (futuro zar Paolo I) che pretese in cambio dalla Danimarca la cessione della Contea di Oldenburgo.
Cristiano morì nel 1808 a Rendsburg, nello Schleswig, per un aneurisma cerebrale, all'età di 59 anni.
Fu un massone; con il suo finanziamento e con quello del suo cugino inviò in Sicilia per i suoi studi Friederich Münter, che frequentò le biblioteche alla ricerca di documenti sui Templari.

## Discendenza
Cristiano VI e Carolina Matilde ebbero due figli:
- Federico VI (Copenaghen, 28 gennaio 1768-Copenaghen, 3 dicembre 1839), re di Danimarca;
- Luisa Augusta (Hørsholm, 7 luglio 1771-Augustenborg, 13 gennaio 1843), duchessa di Augustenborg.

## Ascendenza
|                                         |                            |                                          | Genitori                                |  |  | Nonni |  |  | Bisnonni                 |  |  | Trisnonni                |  |
|                                         |                            |                                          |                                         |  |  |       |  |  | Federico IV di Danimarca |  |  | Cristiano V di Danimarca |  |
|                                         |                            |                                          |                                         |  |  |       |  |  | Federico IV di Danimarca |  |  | Cristiano V di Danimarca |  |
|                                         |                            | Carlotta Amalia d'Assia-Kassel           |                                         |  |  |       |  |  | Federico IV di Danimarca |  |  |                          |  |
| Cristiano VI di Danimarca               |                            |                                          |                                         |  |  |       |  |  | Federico IV di Danimarca |  |  |                          |  |
|                                         |                            | Luisa di Meclemburgo-Güstrow             | Gustavo Adolfo di Meclemburgo-Güstrow   |  |  |       |  |  |                          |  |  |                          |  |
|                                         |                            | Luisa di Meclemburgo-Güstrow             | Gustavo Adolfo di Meclemburgo-Güstrow   |  |  |       |  |  |                          |  |  |                          |  |
|                                         |                            | Luisa di Meclemburgo-Güstrow             | Maddalena Sibilla di Holstein-Gottorp   |  |  |       |  |  |                          |  |  |                          |  |
| Federico V di Danimarca                 |                            | Luisa di Meclemburgo-Güstrow             |                                         |  |  |       |  |  |                          |  |  |                          |  |
|                                         |                            | Cristiano Enrico di Brandeburgo-Kulmbach | Giorgio Alberto di Brandeburgo-Kulmbach |  |  |       |  |  |                          |  |  |                          |  |
|                                         |                            | Cristiano Enrico di Brandeburgo-Kulmbach | Giorgio Alberto di Brandeburgo-Kulmbach |  |  |       |  |  |                          |  |  |                          |  |
|                                         |                            | Cristiano Enrico di Brandeburgo-Kulmbach | Maria Elisabetta di Holstein-Glücksburg |  |  |       |  |  |                          |  |  |                          |  |
| Sofia Maddalena di Brandeburgo-Kulmbach |                            | Cristiano Enrico di Brandeburgo-Kulmbach |                                         |  |  |       |  |  |                          |  |  |                          |  |
|                                         |                            | Sofia Cristiana di Wolfstein             | Alberto Federico di Wolfstein           |  |  |       |  |  |                          |  |  |                          |  |
|                                         |                            | Sofia Cristiana di Wolfstein             | Alberto Federico di Wolfstein           |  |  |       |  |  |                          |  |  |                          |  |
|                                         |                            | Sofia Cristiana di Wolfstein             | Luisa di Castell-Remlingen              |  |  |       |  |  |                          |  |  |                          |  |
| Cristiano VII                           |                            | Sofia Cristiana di Wolfstein             |                                         |  |  |       |  |  |                          |  |  |                          |  |
|                                         | Giorgio I di Gran Bretagna | Ernesto Augusto di Brunswick-Lüneburg    |                                         |  |  |       |  |  |                          |  |  |                          |  |
|                                         | Giorgio I di Gran Bretagna | Ernesto Augusto di Brunswick-Lüneburg    |                                         |  |  |       |  |  |                          |  |  |                          |  |
|                                         | Giorgio I di Gran Bretagna | Sofia del Palatinato                     |                                         |  |  |       |  |  |                          |  |  |                          |  |
| Giorgio II di Gran Bretagna             | Giorgio I di Gran Bretagna |                                          |                                         |  |  |       |  |  |                          |  |  |                          |  |
|                                         |                            | Sofia Dorotea di Celle                   | Giorgio Guglielmo di Brunswick-Lüneburg |  |  |       |  |  |                          |  |  |                          |  |
|                                         |                            | Sofia Dorotea di Celle                   | Giorgio Guglielmo di Brunswick-Lüneburg |  |  |       |  |  |                          |  |  |                          |  |
|                                         |                            | Sofia Dorotea di Celle                   | Éléonore d'Esmier d'Olbreuse            |  |  |       |  |  |                          |  |  |                          |  |
| Luisa di Gran Bretagna                  |                            | Sofia Dorotea di Celle                   |                                         |  |  |       |  |  |                          |  |  |                          |  |
|                                         |                            | Giovanni Federico di Brandeburgo-Ansbach | Alberto II di Brandeburgo-Ansbach       |  |  |       |  |  |                          |  |  |                          |  |
|                                         |                            | Giovanni Federico di Brandeburgo-Ansbach | Alberto II di Brandeburgo-Ansbach       |  |  |       |  |  |                          |  |  |                          |  |
|                                         |                            | Giovanni Federico di Brandeburgo-Ansbach | Margherita Sofia di Oettingen-Oettingen |  |  |       |  |  |                          |  |  |                          |  |
| Carolina di Brandeburgo-Ansbach         |                            | Giovanni Federico di Brandeburgo-Ansbach |                                         |  |  |       |  |  |                          |  |  |                          |  |
|                                         |                            | Eleonora Erdmuthe di Sassonia-Eisenach   | Giovanni Giorgio I di Sassonia-Eisenach |  |  |       |  |  |                          |  |  |                          |  |
|                                         |                            | Eleonora Erdmuthe di Sassonia-Eisenach   | Giovanni Giorgio I di Sassonia-Eisenach |  |  |       |  |  |                          |  |  |                          |  |
|                                         |                            | Eleonora Erdmuthe di Sassonia-Eisenach   | Giovannetta di Sayn-Wittgenstein        |  |  |       |  |  |                          |  |  |                          |  |
|                                         |                            | Eleonora Erdmuthe di Sassonia-Eisenach   |                                         |  |  |       |  |  |                          |  |  |                          |  |

## Riferimenti nella cultura
Le vicende di Cristiano VII, della regina Carolina Matilde e di Johann Friedrich Struensee hanno ispirato il romanzo storico Il medico di corte dello scrittore svedese Per Olov Enquist ("Iperborea", 2001),
Lo scrittore e drammaturgo Dario Fo trasse ispirazione dalla vita di Cristiano VII per il romanzo storico C'è un re pazzo in Danimarca ("Chiarelettere", 2015),
Nel film Royal Affair Mads Mikkelsen interpreta Johann Friedrich Struensee, medico personale di Cristiano VII (interpretato da Mikkel Boe Følsgaard), approfondendo il rapporto tra la malattia del sovrano e il suo decorso evolutivo.